# Until the Last Day
UNTIL THE LAST DAY – czterdziesty pierwszy singel japońskiego artysty Gackta, wydany 22 lutego 2012 roku. Utwór tytułowy został wykorzystany jako piosenka przewodnia filmu Dragon Age: Dawn of the Seeker. Limitowana edycja CD+DVD zawierała dodatkowo teledysk do utworu tytułowego. Singel osiągnął 8 pozycję w rankingu Oricon i pozostał na listach przebojów przez 4 tygodni. Sprzedano 20 263 egzemplarzy.

## Lista utworów
| Nr | Tytuł                               | Słowa                    | Kompozycja | Aranżacja | Czas |
| -- | ----------------------------------- | ------------------------ | ---------- | --------- | ---- |
| 1. | "UNTIL THE LAST DAY"                | GACKT, Shoko Fujibayashi | Ryo        | Ryo       |      |
| 2. | "UNTIL THE LAST DAY D.A. Edit"      | GACKT, Shoko Fujibayashi | Ryo        | Ryo       |      |
| 3. | "UNTIL THE LAST DAY" (Instrumental) |                          | Ryo        | Ryo       |      |

## Notowania
| Lista                       | Pozycja |
| --------------------------- | ------- |
| Oricon Weekly Singles Chart | 8       |
| FRIDAY SUPER COUNTDOWN 50   | 35      |
| CDTV                        | 10      |